# سیارک ۶۳۲۹
سیارک ۶۳۲۹ (به انگلیسی: 6329 Hikonejyo، نامگذاری:1992EU1) شش هزار و سیصد و بیست و نهمین سیارک کشف شده‌است که در ۱۲ مارس ۱۹۹۲ کشف شد.
قدر مطلق سیارک برابر ۱۳٫۳۰ است.